# Centralna Szkoła Partyjna przy KC PZPR 1968–1971
Centralna Szkoła Partyjna przy KC PZPR 1968–1971 – szkoła partyjna istniejąca w latach 1968–1971.

## Historia i działalność
Placówka powstała w miejsce zlikwidowanej Wyższej Szkoły Nauk Społecznych przy KC PZPR. Nazwą nawiązywała do placówki istniejącej w latach 1950–1957 (Centralna Szkoła Partyjna PZPR). Szkoła nie miała charakteru szkoły wyższej, nie prowadziła też studiów magisterskich. Prowadziła jedynie kursy dla działaczy partyjnych. W 1970 w jej ramach utworzono Instytut Badań Społecznych. W 1971 placówka została zlikwidowana. Jej pracownicy wraz z pracownikami również zlikwidowanego Zakładu Historii Partii przy KC PZPR weszli w skład reaktywowanej Wyższej Szkoły Nauk Społecznych przy KC PZPR (od 1985 Akademii Nauk Społecznych PZPR).

## Struktura[3]
- Dyrektor – Władysław Zastawny listopad 1967 – 16 marca 1971
  - Zastępca dyrektora do spraw naukowych – Janusz Gołębiowski
  - Zakład Współczesnego Międzynarodowego Ruchu Robotniczego – Janusz Gołębiowski